# Pfarrkirche Ameis

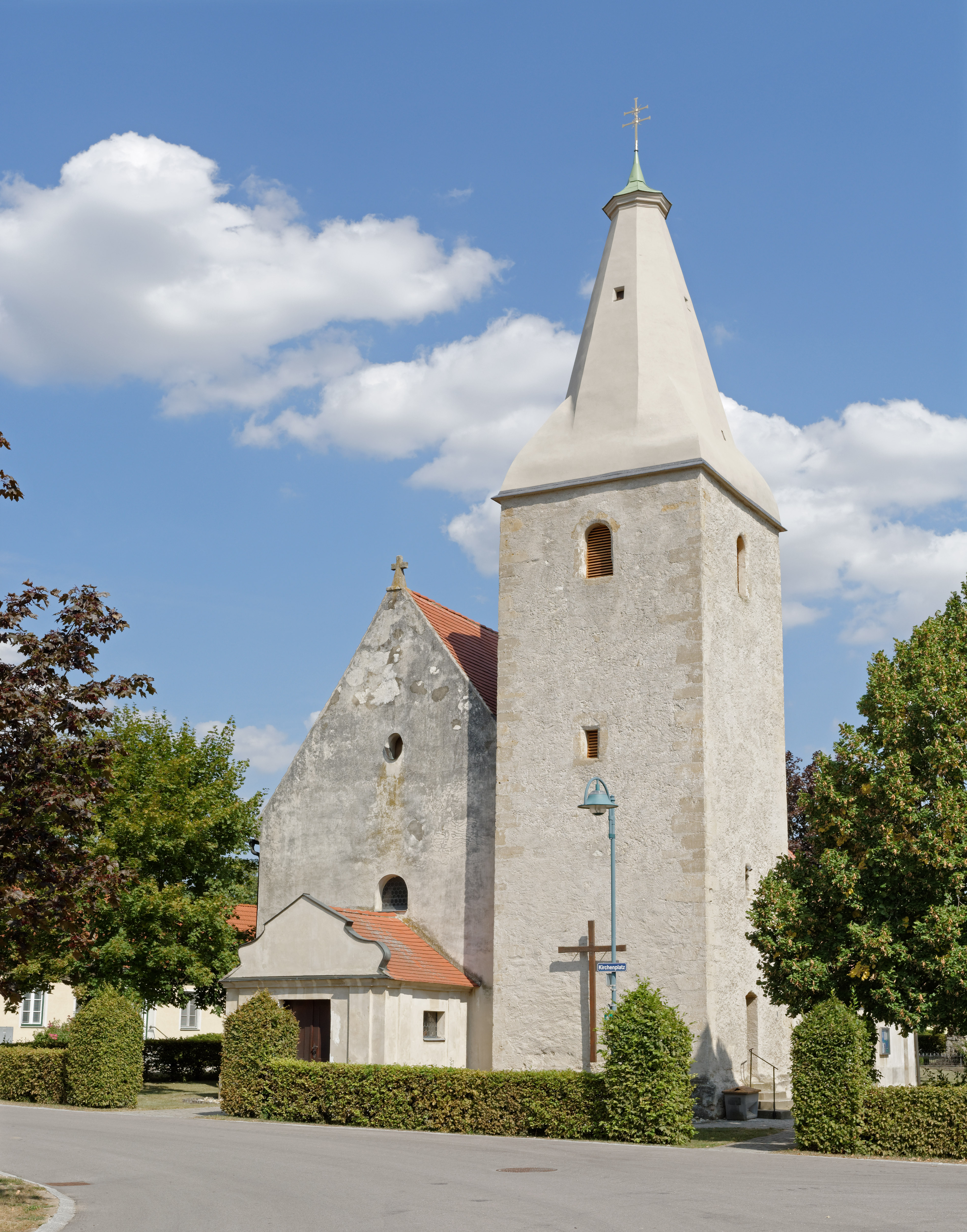
Kath. Pfarrkirche hl. Nikolaus in Ameis

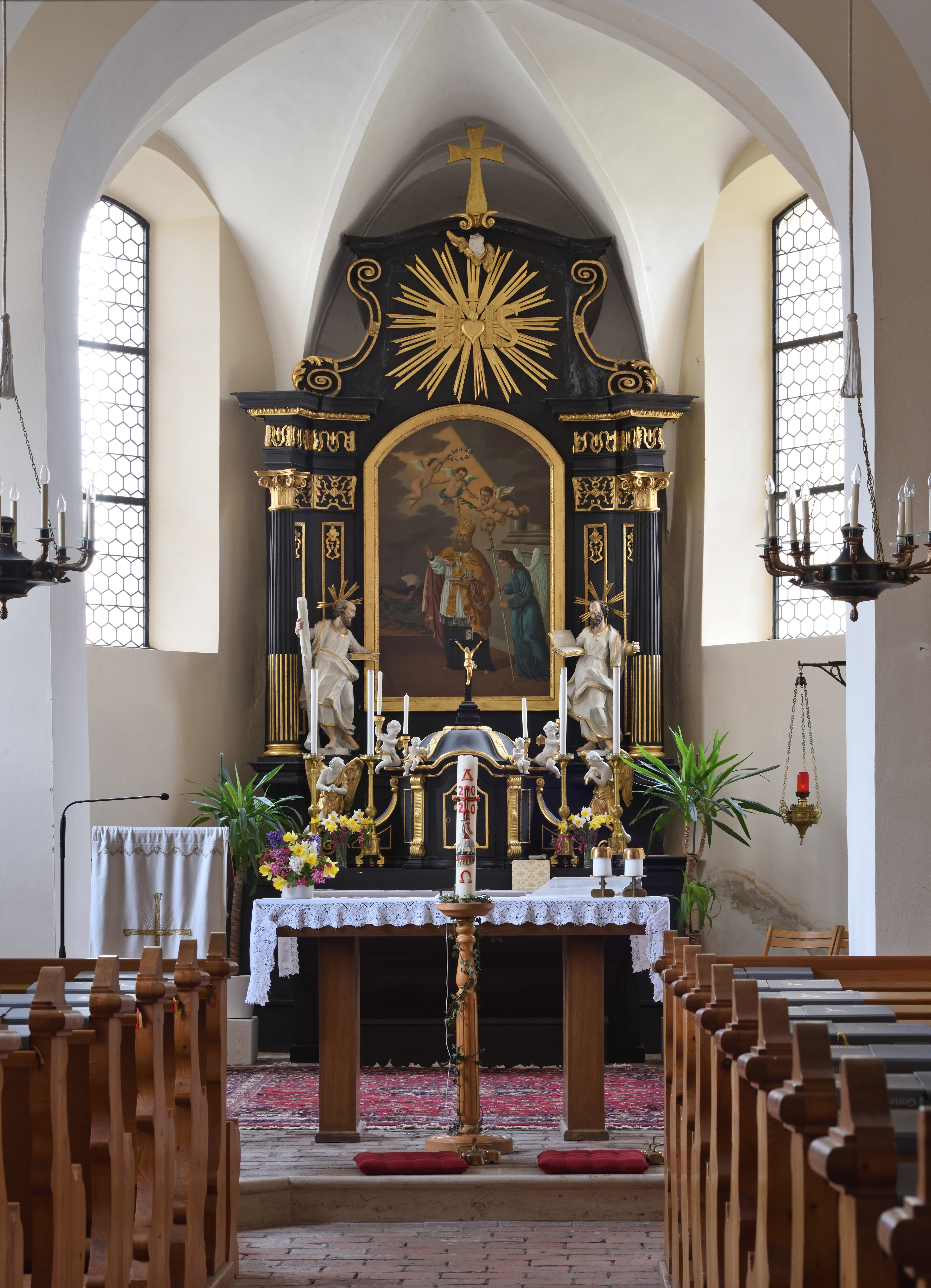
Blick vom Langhaus zum Hauptaltar

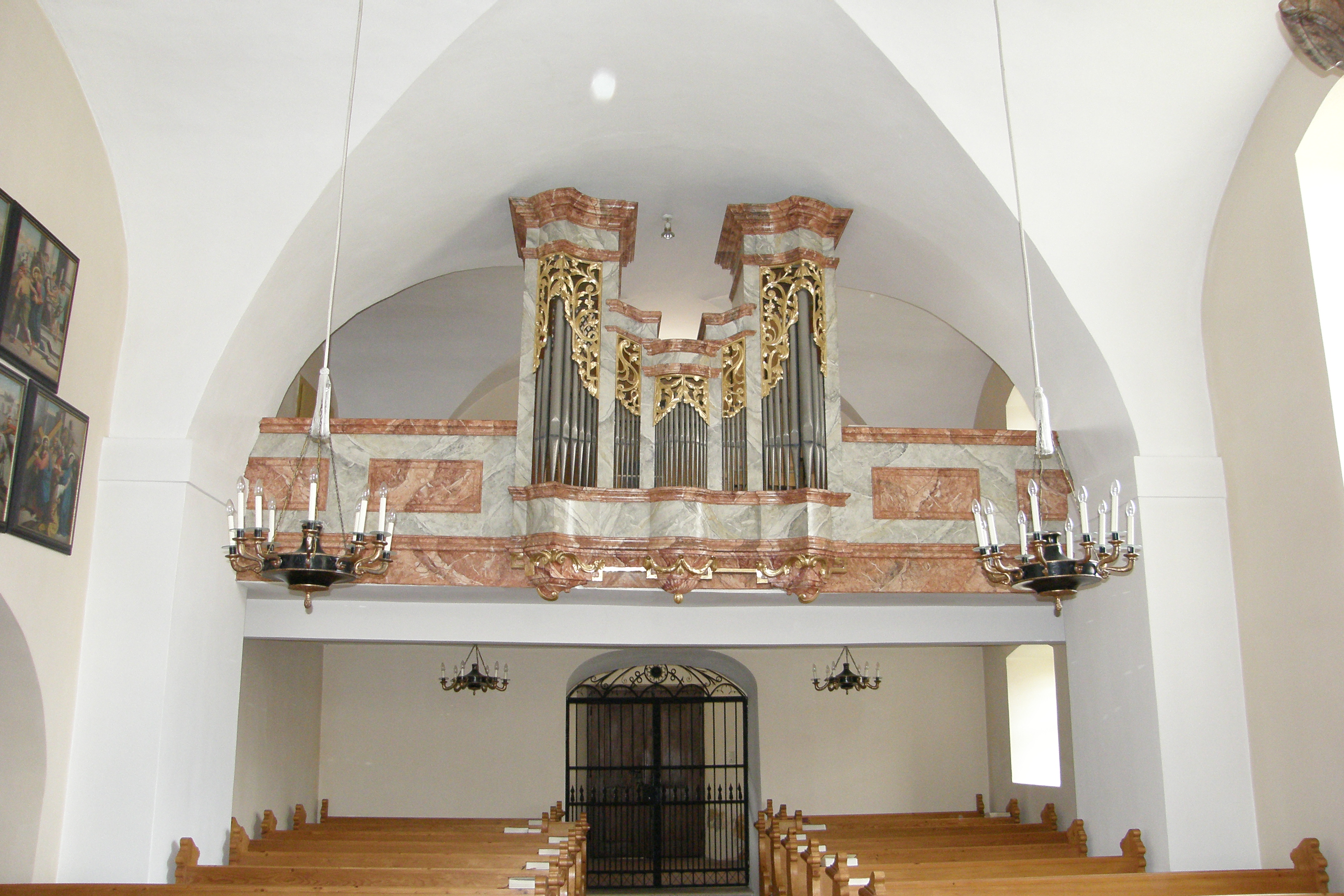
Ansicht der Empore mit der Kirchenorgel

Die römisch-katholische Pfarrkirche Ameis (Patrozinium: hl. Nikolaus) steht im Ort Ameis in der Marktgemeinde Staatz im Bezirk Mistelbach in Niederösterreich. Die Pfarrkirche gehört zum Dekanat Laa-Gaubitsch im Vikariat Unter dem Manhartsberg der Erzdiözese Wien. Bis 1. September 2016 gehörte sie zum Dekanat Ernstbrunn. Die Kirche steht unter Denkmalschutz.

## Geschichte
Im 12. Jahrhundert war Ameis ein Vikariat von Asparn an der Zaya. Eine Pfarre wurde im 14. Jahrhundert genannt. Die Kirche wurde 1624 den Minoriten inkorporiert. Der gotische Kirchenbau wurde barockisiert und im 18. Jahrhundert durch den Zubau eines südlichen Seitenschiffes östlich des Turmes erweitert.

## Architektur
Die Kirche erhebt sich inmitten einer platzartigen Ausweitung der Hauptstraße des Ortes.
Kirchenäußeres
Die Kirchengebäude ist ein gotischer, barockisierter Bau mit einem mächtigen Südwestturm. Das Langhaus, das niedrigere Seitenschiff und der Chor sind unter einem hohen Satteldach mit Biberschwanzdeckung zusammengefasst. Am Chor befinden sich einfach abgetreppte Strebepfeiler mit Pultdächern. Im nordöstlichen Strebepfeiler ist ein stark beschädigtes, gotisches Relief mit figuralen Szenen und einem Wappen eingemauert. Das schlichte Langhaus hat Rundbogenfenster mit tiefen Fenstergewänden. Der wuchtige Südwestturm tritt etwas vor die Westfront. Er verfügt über rechteckige, mittelalterliche Schlitzfenster. Das Glockengeschoß stammt aus dem 16. Jahrhundert. Es ist mit abgefasten, rundbogigen Schallfenstern, einem achtseitigen, steinernen Pyramidendach und einem Spitzaufsatz mit abgerundeten Zwickeln als Übergang zum Polygon ausgestattet. Das südliche Seitenschiff aus dem 18. Jahrhundert verbindet den Turm und die eingeschoßige Sakristei aus dem 17. Jahrhundert. Die Portalvorhalle mit Lisenengliederung und geschwungenem Giebel im Westen stammt aus dem 18. Jahrhundert.
Kircheninneres
Das dreijochige Langhaus hat eine Stichkappentonne auf eingestellten Wandpfeilern. Im Westen erhebt sich die Orgelempore über einer Flachdecke. Langhaus und Chor werden durch einen eingezogenen, korbbogigen Triumphbogen verbunden. Im einjochigen Chor mit Fünfachtelschluss befindet sich ein Kreuzgratgewölbe mit stuckierten Bändern und Stuckrosetten. Das zweijochige Seitenschiff mit Kreuzgratgewölben ist durch zwei Rundbogenarkaden zum Mittelschiff geöffnet.

## Ausstattung
Der Hochaltar wurde gegen Ende des 18. Jahrhunderts geschaffen. Er verfügt über eine Säulenädikula mit Volutenaufsatz, seitliche Schnitzfiguren der Heiligen Andreas und Matthäus sowie ein Altarbild des Heiligen Nikolaus aus dem 19. Jahrhundert. Die Seitenaltäre sind mit 1893 bezeichnet. Zur Ausstattung zählen außerdem eine Kanzel aus dem 18. Jahrhundert, eine Brüstungsorgel mit 8 Registern von Josef Silberbauer aus dem Jahr 1795 sowie ein achtseitiger, gotischer Taufstein. Die weitere Einrichtung stammt aus dem 19. Jahrhundert.